# Universidad Tecnológica del Estado de Zacatecas
La Universidad Tecnológica del Estado de Zacatecas (UTZAC) es un organismo público descentralizado del Gobierno del Estado de Zacatecas. Una Universidad con carácter tecnológico que oferta carreras a nivel 5B con el grado académico de Técnico Superior Universitario (TSU) y de nivel 5A con el grado académico de Licenciatura en diversas Ingenierías.

## Historia
En 1990, la Secretaría de Educación Pública, emprendió un estudio sobre nuevas opciones de educación superior, en el cual se analizaron las experiencias de algunos países como Alemania, Estados Unidos, Francia, Gran Bretaña y Japón. Con base en dicho estudio, se decidió realizar un proyecto específico para definir un modelo pedagógico que permitiera crear una nueva opción de educación superior. Como consecuencia de lo anterior, se concibió un sistema de educación tecnológica superior que prestara servicio al sector productivo de bienes y servicios, así como a la sociedad en general y que, al mismo tiempo, ampliara las expectativas de los jóvenes mexicanos. Este sistema se materializó en lo que hoy conocemos como UNIVERSIDADES TECNOLÓGICAS, las cuales ofrecen el título de TÉCNICO SUPERIOR UNIVERSITARIO.
La Universidad Tecnológica del Estado de Zacatecas se creó en el año de 1998 a instancias del Gobierno del Estado de Zacatecas y por acuerdo con el gobierno federal. En su inicio ofertó las carreras de TSU en Informática, TSU en Comercialización y TSU en Mantenimiento Industrial.
En el año de 2004 se cierra la carrera de TSU en Informática para dar inicio a la carrera de TSU en Tecnologías de la Información y Comunicación (TIC) muy acorde a los tiempos que corrían y a las necesidades de tecnología del Estado de Zacatecas. Asimismo se abren las carreras de TSU en Procesos de Producción, TSU en Electrónica y Aumatización y TSU en Mecatrónica. En ese mismo año, con el apoyo de la Gobernadora Amalia García Medina se da inicio a la capacitación en PSP a fin de certificar a los docentes para enseñar las nuevas tendencias en la programación a los alumnos.

## Instalaciones
A pesar de que en sus inicios la UTZAC contaba con el equipo mínimo necesario actualmente cuenta con siete edificios tanto administrativos como de docencia, además de laboratorios de especialidad y de usos comunes. Cuenta con ocho laboratorios de cómputo, uno de redes, uno de edición de audio y video, uno de Sun Microsystems, uno de pailería, uno de equipo pesado, además de otras áreas de aprendizaje conjunto como aulas de danza, gimnasios, de idiomas, etc.
Sus instalaciones cuentan con un total de 30 hectáreas para asegurar su crecimiento futuro.

## Carreras que ofrece
TSU en Tecnologías de la Información y Comunicación. El estudiante de esta carrera tiene la posibilidad de elegir cualquiera de las tres especialidades que se ofertan, Sistemas Informáticos , Redes y Telecomunicaciones y Multimedia y Comercio Electrónico.
TSU en Desarrollo de Negocios
TSU en Mecatrónica
TSU en Procesos de Producción
TSU en Mantenimiento Industrial
TSU en Energías Renovables
TSU en Minería
TSU en Agricultura Sustentable y Protegida
TSU en Administración: Área Recursos Humanos
TSU en Terapia Física

## Continuidad de Estudios
Uno de los problemas a los que se han enfrentado todos los estudiantes a nivel TSU es la incompatibilidad de sus estudios para acceder a educación a nivel 5A (Licenciatura). Ante esto, en el año de 2009 la Coordinación General de Universidades Tecnológicas CGUT abrió la convocatoria para que las UT's de la República Mexicana accedieran a recursos y planes de estudio para TSU a nivel Ingeniería.
La UTZAC logró la aprobación de la continuidad de estudios a nivel Licenciatura en las carreras de Tecnologías de la Información y Comunicación, Comercialización, Mantenimiento Industrial y Mecatrónica, ofertando entonces los estudios complementarios para ser cursados en un periodo de un año ocho meses en las carreras de :
- Ingeniería en Tecnologías de la Información y Comunicación (continuidad del TSU en TIC)
- Licenciatura en Innovación de negocios y Mercadotecnia (continuidad del TSU en Desarrollo de negocios)
- Ingeniería en Mantenimiento Industrial (continuidad del TSU en Mantenimiento Industrial)
- Ingeniería en Mecatrónica (continuidad del TSU en Mecatrónica)
Cabe hacer mención que a nivel nacional pocas U.U.T.T. se vieron inmiscuidas en este programa. La Universidad Tecnológica del Estado de Zacatecas logró acceder a este plan gracias al trabajo de los Directores de Carrera Alejandro Benjamín Flores Nava, Manlio Fabio Velasco García, Roberto Rodríguez Muñoz y Francisco Viramontes Viramontes, de las carreras de TIC, Mecatrónica, Procesos Industriales y Negocios, respectivamente.

## Historia
En 1990, la Secretaría de Educación Pública, emprendió un estudio sobre nuevas opciones de educación superior, en el cual se analizaron las experiencias de algunos países como Alemania, Estados Unidos, Francia, Gran Bretaña y Japón. Con base en dicho estudio, se decidió realizar un proyecto específico para definir un modelo pedagógico que permitiera crear una nueva opción de educación superior. Como consecuencia de lo anterior, se concibió un sistema de educación tecnológica superior que prestara servicio al sector productivo de bienes y servicios, así como a la sociedad en general y que, al mismo tiempo, ampliara las expectativas de los jóvenes mexicanos. Este sistema se materializó en lo que hoy conocemos como UNIVERSIDADES TECNOLÓGICAS, las cuales ofrecen el título de TÉCNICO SUPERIOR UNIVERSITARIO.
La Universidad Tecnológica del Estado de Zacatecas se creó en el año de 1998 a instancias del Gobierno del Estado de Zacatecas y por acuerdo con el gobierno federal. En su inicio ofertó las carreras de TSU en Informática, TSU en Comercialización y TSU en Mantenimiento Industrial.
En el año de 2004 se cierra la carrera de TSU en Informática para dar inicio a la carrera de TSU en Tecnologías de la Información y Comunicación (TIC) muy acorde a los tiempos que corrían y a las necesidades de tecnología del Estado de Zacatecas. Asimismo se abren las carreras de TSU en Procesos de Producción, TSU en Electrónica y Aumatización y TSU en Mecatrónica. En ese mismo año, con el apoyo de la Gobernadora Amalia García Medina se da inicio a la capacitación en PSP a fin de certificar a los docentes para enseñar las nuevas tendencias en la programación a los alumnos.

## Instalaciones
A pesar de que en sus inicios la UTZAC contaba con el equipo mínimo necesario actualmente cuenta con siete edificios tanto administrativos como de docencia, además de laboratorios de especialidad y de usos comunes. Cuenta con ocho laboratorios de cómputo, uno de redes, uno de edición de audio y video, uno de Sun Microsystems, uno de pailería, uno de equipo pesado, además de otras áreas de aprendizaje conjunto como aulas de danza, gimnasios, de idiomas, etc.
Sus instalaciones cuentan con un total de 30 hectáreas para asegurar su crecimiento futuro.

## Carreras que ofrece
TSU en Tecnologías de la Información y Comunicación. El estudiante de esta carrera tiene la posibilidad de elegir cualquiera de las tres especialidades que se ofertan, Sistemas Informáticos , Redes y Telecomunicaciones y Multimedia y Comercio Electrónico.
TSU en Desarrollo de Negocios
TSU en Mecatrónica
TSU en Procesos de Producción
TSU en Mantenimiento Industrial
TSU en Energías Renovables
TSU en Minería
TSU en Agricultura Sustentable y Protegida
TSU en Administración: Área Recursos Humanos
TSU en Terapia Física

## Continuidad de Estudios
Uno de los problemas a los que se han enfrentado todos los estudiantes a nivel TSU es la incompatibilidad de sus estudios para acceder a educación a nivel 5A (Licenciatura). Ante esto, en el año de 2009 la Coordinación General de Universidades Tecnológicas CGUT abrió la convocatoria para que las UT's de la República Mexicana accedieran a recursos y planes de estudio para TSU a nivel Ingeniería.
La UTZAC logró la aprobación de la continuidad de estudios a nivel Licenciatura en las carreras de Tecnologías de la Información y Comunicación, Comercialización, Mantenimiento Industrial y Mecatrónica, ofertando entonces los estudios complementarios para ser cursados en un periodo de un año ocho meses en las carreras de :
- Ingeniería en Tecnologías de la Información y Comunicación (continuidad del TSU en TIC)
- Licenciatura en Innovación de negocios y Mercadotecnia (continuidad del TSU en Desarrollo de negocios)
- Ingeniería en Mantenimiento Industrial (continuidad del TSU en Mantenimiento Industrial)
- Ingeniería en Mecatrónica (continuidad del TSU en Mecatrónica)
Cabe hacer mención que a nivel nacional pocas U.U.T.T. se vieron inmiscuidas en este programa. La Universidad Tecnológica del Estado de Zacatecas logró acceder a este plan gracias al trabajo de los Directores de Carrera Alejandro Benjamín Flores Nava, Manlio Fabio Velasco García, Roberto Rodríguez Muñoz y Francisco Viramontes Viramontes, de las carreras de TIC, Mecatrónica, Procesos Industriales y Negocios, respectivamente.